# گورلن
گورلن (به ازبکی: Gurlen) یک منطقهٔ مسکونی در ازبکستان است که در شهرستان گورلن واقع شده‌است. گورلن ۲۷٬۳۰۰ نفر جمعیت دارد.